# تپکنت
تپکنت (به لاتین: Təpəcənnət) یک منطقهٔ مسکونی در جمهوری آذربایجان است که در شهرستان شکی واقع شده‌است.

## خصوصیات
تپکنت ۵۹۰ نفر جمعیت دارد.